# Northern League (Neuseeland)
Die Northern League (früher NRFL Men's Premier) ist eine neuseeländische Fußballliga. Sie wird derzeit von dem Regionalverband Northern Region Football betrieben, welcher eine Unterorganisation von New Zealand Football ist. Sportlich ist sie seit 2021 auf der zweiten Ligaebene angesiedelt und stellt die regionale Qualifikation für die erstklassige Championship, der National League, welche nach dem Ende jeder Saison ausgetragen wird.

## Geschichte
Ihre Ursprünge hat die Liga schon im Jahr 1965, als sie als höchste regionale Liga ausgetragen wurde, weil es keine nationale Liga zu der Zeit gab, war sie somit erstklassig. Nach der Einführung der ersten National League im Jahr 1970, wurde die Liga dann über die längste Zeit hindurch zweitklassig und fungierte nun als Unterbau, welcher Aufsteiger in die nationale Liga bestimmte.
Nach dem Ende der alten National League und der Einführung der auf Franchise-Klubs ausgelegten Football Championship, wurde die Liga für die verbliebenen Traditionsmannschaften zur höchsten Spielklasse. Mittlerweile hatte sie den Namen NRFL Men's Premier. Die Liga läuft so zwischen im neuseeländischen Herbst und Winter von April bis September. 
Ursprünglich wurde die Liga als Unterbau für die im Jahr 1992 eingeführte New Zealand National Soccer League geschaffen. In dieser war sie dann bis 1999 zweitklassig, weil sie dann erst einmal eingestellt wurde. Zur Saison 2005 wurde sie nach der Einführung der geschlossenen Franchise-Liga New Zealand Football Championship als höchste regionale Liga für bestehende Amateur-Mannschaften wieder eingeführt.

### Seit 2021
In neuer Form ist sie nun seit der Saison 2021 als Qualifikationsliga in der wieder neu eingeführten National League, zur Bestimmung der Teilnehmer an der Championship in der jeweiligen Saison. In dieser ist kein fester Aufstieg möglich, sondern alle Teilnehmer müssen sich über die Central League immer neu qualifizieren. Derzeit nehmen die vier besten Mannschaften einer Spielzeit an dieser Ausspielung teil. Die Mannschaft auf dem letzten Platz steigt in die NRFL Division 1 ab.

## Bisherige Meister
| Saison | Team                   |
| ------ | ---------------------- |
| 1965   | Eastern Suburbs        |
| 1966   | Eastern Suburbs        |
| 1967   | Ponsonby               |
| 1968   | Mount Wellington       |
| 1969   | Mount Wellington       |
| 1970   | Mt. Albert             |
| 1971   | Takapuna               |
| 1972   | Hamilton Wanderers     |
| 1973   | North Shore United     |
| 1974   | Eden                   |
| 1975   | Manurewa               |
| 1976   | Hamilton Wanderers     |
| 1977   | Courier Rangers        |
| 1978   | Manurewa               |
| 1979   | Hamilton Wanderers     |
| 1980   | Takapuna               |
| 1981   | East Coast Bays        |
| 1982   | Papatoetoe             |
| 1983   | University of Auckland |
| 1984   | Hamilton Wanderers     |
| 1985   | Takapuna               |
| 1986   | Mount Maunganui        |
| 1987   | Waikato                |
| 1988   | Takapuna               |
| 1989   | Mount Roskill          |
| 1990   | Mt Albert-Ponsonby     |
| 1991   | Papatoetoe             |
| 1992   | Oratia United          |
| 1993   | Ellerslie              |
| 1994   | Mount Maunganui        |
| 1995   | Melville United        |
| 1996   | Lynn-Avon United       |
| 1997   | Mount Wellington       |
| 1998   | Metro FC               |
| 1999   | Tauranga City          |
| 2000   | Tauranga City          |
| 2001   | North Shore United     |
| 2002   | Glenfield Rovers       |
| 2003   | Glenfield Rovers       |
| 2004   | Central United         |
| 2005   | Bay Olympic            |
| 2006   | Bay Olympic            |
| 2007   | Central United         |
| 2008   | Central United         |
| 2009   | Melville United        |
| 2010   | East Coast Bays        |
| 2011   | Bay Olympic            |
| 2012   | Bay Olympic            |
| 2013   | East Coast Bays        |
| 2014   | Glenfield Rovers       |
| 2015   | Eastern Suburbs        |
| 2016   | Central United         |
| 2017   | Onehunga Sports        |
| 2018   | Onehunga Sports        |
| 2019   | North Shore United     |
| 2020   | keine Austragung       |
| 2021   | Auckland City          |
| 2022   | Auckland City          |
| 2023   | noch nicht ausgespielt |